# Кускуны
Кускуны (тат. Козгын) — деревня в Тевризском районе Омской области России. Входит в состав Тевризского городского поселения.

## История
По переписи 1897 года проживало 121 человек, из них 109 татар и 11 бухарцев.
В 1928 году состояла из 61 хозяйства, основное население — бухарцы. В составе Байбинского сельсовета Тевризского района Тарского округа Сибирского края.

## Население
| 1926 | 2010 |
| ---- | ---- |
| 247  | ↘188 |